# Brunotartessus darwinensis
Brunotartessus darwinensis är en insektsart som beskrevs av Evans 1981. Brunotartessus darwinensis ingår i släktet Brunotartessus och familjen dvärgstritar. Inga underarter finns listade i Catalogue of Life.